# Zbieżność według rozkładu
Zbieżność według rozkładu – jeden z rodzajów zbieżności wektorów losowych, nazywany czasem słabą zbieżnością.

## Definicja
Niech {\displaystyle (\Omega ,{\mathcal {F}},P)} będzie przestrzenią probabilistyczną oraz niech {\displaystyle F_{\xi }} oznacza dystrybuantę wektora losowego {\displaystyle \xi .} Ciąg wektorów losowych {\displaystyle (\xi _{k})_{k\in \mathbb {N} }} jest zbieżny według rozkładu do wektora losowego {\displaystyle \xi ,} jeżeli ciąg dystrybuant {\displaystyle (F_{\xi _{k}})_{k\in \mathbb {N} }} jest słabo zbieżny do dystrybuanty {\displaystyle F_{\xi }.} Wektor losowy {\displaystyle \xi } nazywa się wówczas granicą ciągu wektorów losowych {\displaystyle (\xi _{k})_{k\in \mathbb {N} }} w sensie zbieżności według rozkładu.

## Twierdzenie Craméra-Wolda
Twierdzenie Craméra-Wolda sprowadza zbieżność według rozkładu wektorów losowych do zbieżności według rozkładu zmiennych losowych.

## Przykład
Na przestrzeni probabilistycznej {\displaystyle ([0,1],{\mathcal {B}}([0,1]),P),} gdzie {\displaystyle P} jest jednowymiarową miarą Lebesgue’a określoną na σ-ciele {\displaystyle {\mathcal {B}}([0,1])} borelowskich podzbiorów przedziału {\displaystyle [0,1],} określamy ciąg {\displaystyle (\xi _{k})_{k\in \mathbb {N} }} zmiennych losowych, danych wzorami:
{\displaystyle \xi _{k}(\omega )=\left\{{\begin{array}{cl}0,&0\leqslant \omega \leqslant {\frac {k}{2k+1}}\\1,&{\frac {k}{2k+1}}<\omega \leqslant 1\end{array}}\right.,\,k\in \mathbb {N} }
Dystrybuanta {\displaystyle F_{\xi _{k}}\colon \mathbb {R} \to \mathbb {R} } zmiennej losowej {\displaystyle \xi _{k}} jest więc postaci:
{\displaystyle F_{\xi _{k}}(x)=\left\{{\begin{array}{cl}0,&x<0\\{\frac {k}{2k+1}},&0\leqslant x<1\\1,&x\geqslant 1\end{array}}\right.}
Ciąg dystrybuant {\displaystyle (F_{\xi _{k}})_{k\in \mathbb {N} }} jest, przy {\displaystyle k\to \infty } zbieżny do dystrybuanty {\displaystyle F(x)} danej wzorem:
{\displaystyle F(x)=\left\{{\begin{array}{cl}0,&x\leqslant 0\\{\frac {1}{2}},&0<x\leqslant 1\\1,&x>1\end{array}}\right.}
w każdym punkcie {\displaystyle x} będącym punktem ciągłości dystrybuanty {\displaystyle F.} Ciąg {\displaystyle (F_{\xi _{k}})_{k\in \mathbb {N} }} jest wobec tego słabo zbieżny do dystrybuanty {\displaystyle F.}
Zgodnie z uwagą, granicą ciągu zmiennych {\displaystyle (\xi _{k})_{k\in \mathbb {N} }} w sensie zbieżności według rozkładu jest zarówno zmienna losowa {\displaystyle \eta (\omega )} dana wzorem:
{\displaystyle \eta (\omega )=\left\{{\begin{array}{cl}0,&0\leqslant \omega <{\frac {1}{2}}\\1,&{\frac {1}{2}}\leqslant \omega \leqslant 1\end{array}}\right.}
jak również zmienna losowa {\displaystyle \gamma (\omega )} dana wzorem:
{\displaystyle \gamma (\omega )=\left\{{\begin{array}{cl}1,&0\leqslant \omega <{\frac {1}{2}}\\0,&{\frac {1}{2}}\leqslant \omega \leqslant 1\end{array}}\right.}
Reasumując:
{\displaystyle \xi _{k}{\xrightarrow[{k\to \infty }]{F}}\eta } oraz {\displaystyle \xi _{k}{\xrightarrow[{k\to \infty }]{F}}\gamma .}